# 2001 QR322
2001 QR322 — первый выявленный «троянец» Нептуна. Астероид двигается по той же орбите,что и Нептун,находясь в точке Лагранжа L4 и опережая планету не менее чем на 20 а.е. Период обращения этого объекта вокруг Солнца составляет 167 лет, диаметр — около 60—160 км, по разным оценкам. До его открытия «троянцы» были известны только у Юпитера и Марса.

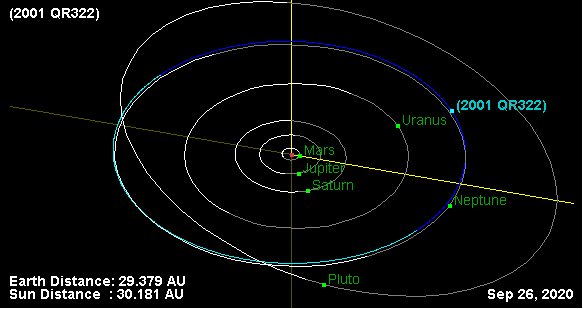
Орбита астероида 2001 QR322 и его положение в Солнечной системе

Впервые информация про объект 2001 QR322 была опубликована 8 января 2003 года в 21:10 по Гринвичу и троянец был назван Центром малых планет. Он был открыт 21 августа 2001 года и сначала его считали похожим на плутино — транснептуновым объектом с орбитой, похожей на орбиту Плутона.